# William Henry Power
William Henry Power (15 décembre 1842 - 28 juillet 1916) est un médecin britannique.

## Biographie
Il est né à Londres et est médecin adjoint et inspecteur médical aux fins sanitaires générales du Conseil du gouvernement local. L'entomologiste et professeur de médecine, John Arthur Power est un oncle.
En janvier 1900, il est nommé Chief Medical Officer of England et occupe ce poste jusqu'en 1908.
En 1898, il reçoit la première médaille Edward Jenner de la Epidemiological Society of London . Il est élu membre de la Royal Society en 1895 et reçoit leur médaille Buchanan en 1907 . Il remporte la médaille Bisset Hawkins du Collège royal des médecins en 1902 .
Il est nommé Compagnon de l'Ordre du Bain (CB) dans la liste des honneurs d'anniversaire de novembre 1902, et anobli en tant que Chevalier Commandeur (KCB) du même ordre en 1908 .
Il meurt à Holly Lodge, East Molesey, Surrey, en 1916 .